# Internationale Bruckner-Gesellschaft
Die Internationale Bruckner-Gesellschaft befasst sich mit der Veröffentlichung von Ausgaben der Musik des österreichischen Komponisten Anton Bruckners und der dazugehörigen Literatur. Sie war ursprünglich 1927 in Leipzig und dann offiziell 1929 in Wien gegründet worden.

## Geschichte
Die Musik Bruckners war weitgehend zu seinen Lebzeiten oder kurz nach seinem Tode veröffentlicht worden, aber oft mit zahlreichen Änderungen auf Vorschlag seiner Freunde und Schüler. Im Falle von Bruckners nicht vollendeter 9. Sinfonie hatte Bruckners Schüler Ferdinand Löwe mehrere nicht autorisierte Änderungen nach Bruckners Tod vorgenommen. Die Aufgabe der Internationalen Bruckner-Gesellschaft bestand darin, Versionen von Bruckners Werk zu veröffentlichen, die unmittelbar auf den Originalpartituren (Autographen) beruhten, die Bruckner der Österreichischen Nationalbibliothek vermacht hatte.
Die Gesellschaft verpflichtete Robert Haas, den damaligen Leiter der Musiksammlung der Österreichischen Nationalbibliothek, als wissenschaftlichen Gesamtleiter mit Alfred Orel als Assistenten. Orel hat die Ausgabe der 9. Sinfonie erarbeitet, die Siegmund von Hausegger mit den Münchner Philharmonikern aufgeführt hatte. Er führte die Sinfonie zwei Mal auf, einmal in der bis dahin bekannten Löweschen Fassung und dann nach dem von Orel wiederhergestellten Notentext des Autographen. Die Mehrzahl der Hörer entschied sich für die Orelsche Fassung.
Zwischen 1935 und 1944 veröffentlichte Haas Ausgaben der Brucknerschen Sinfonien außer der Dritten (sie wurde durch Kriegseinwirkungen zerstört). In einigen Fällen existierten mehrere Versionen einer einzigen Sinfonie, und Haas zögerte nicht, die verschiedenen Versionen zu mischen, um eine seiner Meinung nach „ideale“ Version zu schaffen (auch wenn Teile nicht mit irgendeiner eigenen Handschrift des Komponisten korrespondierten).
Unmittelbar nach dem Anschluss Österreichs 1938 wurde die Gesellschaft aufgelöst (auch wenn die Veröffentlichung der vollständigen Ausgabe in Leipzig fortgesetzt wurde). Nach dem Zweiten Weltkrieg wurde die Gesellschaft in Wien neu gegründet. Haas wurde wegen seiner nationalsozialistischen Vergangenheit entlassen und die Arbeit des wissenschaftlichen Gesamteditors Leopold Nowak übertragen, der bereits seit 1937 in der Gesellschaft mitgearbeitet hatte.
Nowak blieb wissenschaftlicher Herausgeber bis 1989. Während dieser Zeit hat die Gesellschaft mehrfache Versionen der Sinfonien und zahlreicher anderer Werke Bruckners herausgegeben. Nowak war mehr wissenschaftlich und weniger kreativ als Haas. Er sah seine Aufgabe darin, die verschiedenen Versionen von Bruckners Arbeiten auf der Basis von Autographen und gedruckten Quellen wiederherzustellen und die Unterschiede im Detail zu dokumentieren. Die Nachkriegsausgaben von Nowak wurden häufiger aufgeführt als die Haasschen Vorkriegsausgaben, auch wenn eine nennenswerte Zahl von Dirigenten (z. B. Herbert von Karajan, Günter Wand, Bernard Haitink) Haas vorziehen.

## Veröffentlichungen
Die Gesellschaft setzt die Herausgabe neuer Ausgaben von Bruckner auch nach dem Ausscheiden von Nowak fort. Sie veröffentlicht ein Mitteilungsblatt (Studien und Berichte) und vergibt Stipendien, die Bruckner gewidmet sind.

### Schriften
- Adelheid Geck: Demütige Anbetung – hochjauchzender Lobgesang. Anton Bruckner als Vorbeter. Dominus-Verlag, Augsburg 2015, ISBN 978-3-940879-43-1.